# 新仏教同志会
新仏教徒同志会（しんぶっきょうとどうしかい）は、哲学館を基点に展開された仏教清徒同志会を前身として、境野哲、渡辺海旭、加藤玄智、融道玄、田中治六、安藤弘、高嶋米峰、杉村縦横によって創立された団体。
禁酒・禁煙・廃娼運動などを展開。機関雑誌として明治33年7月に『新仏教』を創刊した。
綱領は以下の通り。
1. 我徒は仏教の健全なる信仰を根本義とす。
2. 我徒は健全なる信仰智識及び道義を振作して、社会の根本的な改善を力む。
3. 我徒は仏教及び其の他宗教の自由討究を主張す。
4. 我徒は迷信の勦絶を期す。
5. 我徒は従来の宗教的制度及び儀式を保持するの必要を認めず。
6. 我徒は宗教に対する政治上の保護干渉を斥く。